# سيباستيانو توسا
سيباستيانو توسا (بالإيطالية: Sebastiano Tusa)‏‏ (2 أغسطس 1952 في باليرمو - 10 مارس 2019 ) عالم آثار، وسياسي من إيطاليا. كان من جُملة الذين قضوا نحبهم في حادث سقوط طائرة الخطوط الجوية الإثيوبية الرحلة 302.

## روابط خارجية
- سيباستيانو توسا على موقع IMDb (الإنجليزية)